# Spleetvulkaan

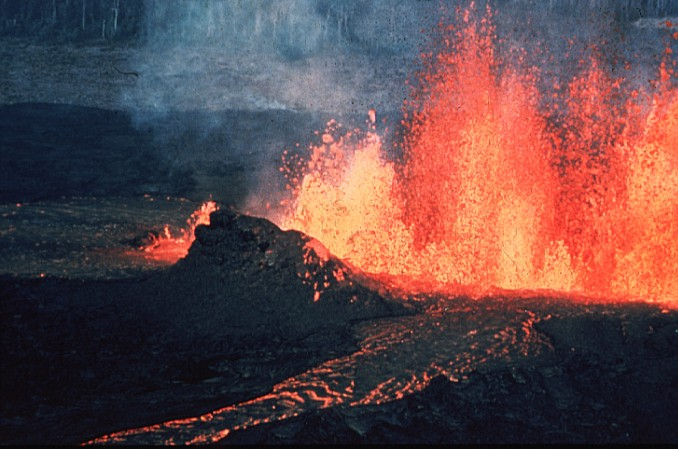
Een vulkaanuitbarsting en een lavakanaal.

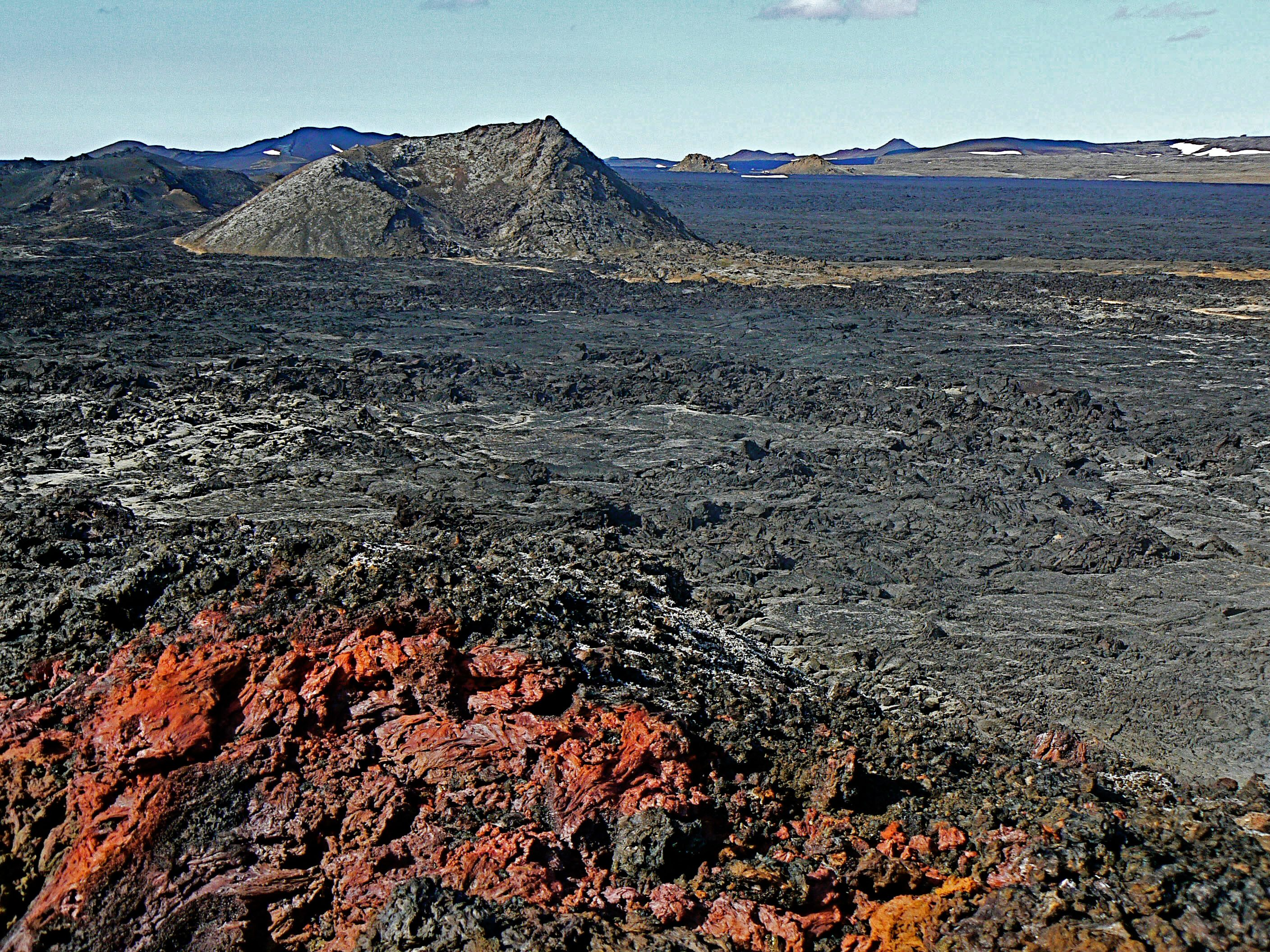
Een kijkje in de lengterichting van de laatste spleeteruptie uit 1984 in het IJslandse Krafla-systeem.

Een spleetvulkaan, ook wel een spleetvormig eruptiekanaal of fissuur genoemd, is een lineaire vulkanische opening waar de lava, gewoonlijk zonder veel explosieve activiteit, uit vloeit. Dit gebeurt voornamelijk als de lava erg dun-vloeibaar is (mafisch), zodat het niet dik genoeg is om zich ter plaatse op te kunnen stapelen tot een klassieke bergvormige vulkaan.
De spleetvormige opening is gewoonlijk enkele meters breed maar kan vele kilometers lang zijn. De openingen kunnen grote basaltvloeden en lavastromen veroorzaken. Doordat deze vulkanen vrij vlak zijn, zijn ze in het landschap in het algemeen weinig opvallend.
Nadat de vulkaan tot rust is gekomen kan de opening opgevuld worden door gestolde lava, maar vaak blijft deze spleet nog zichtbaar als een geul in het landschap.
In IJsland komen vele spleetvulkanen voor, veelal lange spleten die parallel lopen met een breukzone waar lithosferische platen uit elkaar gaan.